# Theganopteryx tricolor
Theganopteryx tricolor es una especie de cucaracha del género Theganopteryx, familia Ectobiidae.

## Distribución
Esta especie se encuentra en Madagascar.